# Molophilus antimenus
Molophilus antimenus är en tvåvingeart som beskrevs av Alexander 1952. Molophilus antimenus ingår i släktet Molophilus och familjen småharkrankar. Inga underarter finns listade i Catalogue of Life.